# Parapallene hodgsoni
Parapallene hodgsoni is een zeespin uit de familie Callipallenidae. De soort behoort tot het geslacht Parapallene. Parapallene hodgsoni werd in 1946 voor het eerst wetenschappelijk beschreven door Barnard. 